# Sunandha Kumariratana
Sunandha Kumariratana (Bangkok, 10 de novembre de 1860 - Tailàndia, 31 de maig de 1880) va ser una filla del rei Mongkut (Rama IV) i la Princesa Consort Piam. El seu nom de pila era princesa Sunandha Kumariratana (พระองค์เจ้าสุนันทากุมารีรัตน์). Era germanastra i primera consort de la reina (พระบรมราชเทวี) i també una de les quatre reines del rei Chulalongkorn (Rama V). La reina i la seva filla es van ofegar quan el vaixell real va bolcar mentre anaven cap al palau reial de Bang Pa-In (el Palau d'estiu). Tot i la presència de molts espectadors, tothom tenia prohibit tocar la reina, encara que fos per salvar la seva vida. Chulalongkorn més tard va erigir un monument a ella i el seu fill no nascut al palau reial de Bang Pa-In.